# Franky Perez
Franky Perez es un músico estadounidense, de ascendencia cubana. 
Compuso y grabó dos álbumes de estudio como solista. 
En 2008 fue guitarrista, segunda voz y coros en el álbum de estudio debut, Scars on Broadway, de la banda californiana de título homónimo. 
En 2015 fue compositor de varias canciones del octavo álbum de estudio, Shadowmaker, de la banda finlandesa Apocalyptica. Este es el primer disco del grupo en tener un solo vocalista, el propio F. Perez. De hecho, desde 2016, cuando la banda europea inició una gira mundial para conmemorar el vigésimo aniversario de la  publicación de su primer álbum, Plays Metallica by Four Cellos, Perez es su vocalista.

## Discografía

### En solitario
- Poor Man's Son (2003).
- My 4th Of July (2005).

### Con Scars on Broadway
- Scars on Broadway (2008).

Dictator (2018)

### Con Apocalyptica
- Shadowmaker (2015).

- Datos: Q4808657
- Multimedia: Franky Perez / Q4808657